# Kłodno (stacja kolejowa)
Kłodno (ukr. Колодно, ros. Колодно) – stacja kolejowa pomiędzy miejscowościami Kłodno Wielkie i Kłodzienko, w rejonie lwowskim, w obwodzie lwowskim, na Ukrainie. Leży na linii Lwów – Łuck – Kiwerce.
Stacja istniała przed II wojną światową. Nosiła wówczas nazwę Kłodno Żółtańce.